# Zlatko Vuletić
Zlatko Andrej Vuletić (nacido el 12 de mayo de 1991 en Stuttgart, Alemania), es un artista musical serbio-noruego.

## Biografía
Vuletić es uno de los cantantes adolescentes más jóvenes y más populares de Noruega. Su padre es de Liubliana, Eslovenia y su madre es serbia, de Belgrado. La carrera musical de Zlatko comenzó en la competencia de la canción Eurovisión 2004 en Oslo Spektrum, Oslo, Noruega. 
Su primer CD llamado "Corazón en el fuego" fue registrado en lengua inglesa y noruega. Su encargado también hizo algunas pistas adicionales de la canción en su estudio en su álbum siguiente.